# 綿崧
奉恩輔國公綿崧（1780年5月31日—1837年12月27日），貝子永澤第四子，母繼室姜佳氏，其父為姜智鐸，恆親王系第八代。
他在乾隆四十五年四月（1780年）出生，嘉慶四年十二月（合1800年）受封一等輔國將軍，道光十五年六月（1835年）接替兒子成為恆親王第八代。
道光十七年十二月（1837年），他去世，虛歲五十八歲，由族侄奕禮承襲恆親王系第九代。